# Alexander Watson (Historiker)
Alexander James Watson (* 12. Juli 1979) ist ein britischer Militärhistoriker.

## Leben
Watson studierte Geschichte am Balliol College der University of Oxford (B.A. 2000 und Ph.D. 2004). Seine Thesis bei Niall Ferguson war zum Thema The Chances of Survival. Personal Risk Assessment and Attitudes to Death among German and British soldiers in the Great War, 1914–1918. 2005 wurde er Research Fellow am Clare College in Cambridge. Von 2008 bis 2011 war er British Academy Postdoctoral Fellow an der University of Cambridge und von 2011 bis 2013 Marie Curie Intra-European Fellow an der Universität Warschau (Polen). Derzeit ist er Lecturer in History an der Goldsmiths, University of London.
Sein Werk Ring of Steel: Germany and Austria-Hungary at War, 1914–1918, erschienen 2014 bei Penguin Books, wurde einschlägig in überregionalen Zeitungen rezensiert (u. a. im Guardian, in der Financial Times, in The Telegraph und im Wall Street Journal), und mehrfach ausgezeichnet. Watson veröffentlichte darüber hinaus u. a. im Journal of Modern History, in The English Historical Review, im Journal of Contemporary History, in The Historical Journal, in Historical Research und in War in History.

## Auszeichnungen
- 2006: Fraenkel Prize in Contemporary History, Wiener Library für The Chances of Survival. Personal Risk Assessment and Attitudes to Death among German and British soldiers in the Great War, 1914–1918
- 2014: Wolfson History Prize, Wolfson Foundation für Ring of Steel: Germany and Austria-Hungary at War, 1914–1918
- 2014: Guggenheim-Lehrman Prize in Military History, Harry Frank Guggenheim Foundation für Ring of Steel: Germany and Austria-Hungary at War, 1914–1918 [dotiert mit 50.000 $]
- 2015: Distinguished Book Award, Society for Military History für Ring of Steel: Germany and Austria-Hungary at War, 1914–1918

## Schriften (Auswahl)
- Enduring the Great War. Combat, Morale and Collapse in the German and British Armies, 1914–1918 (= Cambridge Military History Series). Cambridge University Press, Cambridge 2008, ISBN 978-0-521-88101-2.
- Ring of Steel: Germany and Austria-Hungary at War, 1914–1918. Penguin Books, London 2014, ISBN 978-1-846142215.